# أوسترا القديمة
أوسترا كانت بلدة رومانية قديمة بالقرب من مدينة أوسترا فيتيري الحديثة. كانت المدينة الرومانية مأهولة منذ القرن الثالث قبل الميلاد حتى القرن السادس بعد الميلاد.

## تاريخ
بليني الأكبر ذكر أوسترا مع بلدة قديمة أخرى، سواسا، 8 كيلومتر (5 ميل) غربًا. لم تنجو أي من البلدتين بعد الفترة الكلاسيكية. ورغم أن أوسترا قليلاً ما ذُكرت من قبل المؤلفين القدامى، إلا أن الحفريات هناك كشفت عن بقايا لمبانٍ مختلفة وعدة نقوش.